# 圆齿铁角蕨
圆齿铁角蕨（学名：Asplenium subcrenatum）为铁角蕨科铁角蕨属下的一个种。該物種主要分佈於云南南部麻栗坡、砚山海拔1100米至1800米的混交林中的树干上。

## 扩展阅读
- 維基物種上的相關：圆齿铁角蕨